# David Cameron (darter)
David Cameron (North Sydney, Nova Scotia, 15 september 1969) is een Canadees darter, die uitkomt voor de WDF. 

## Carrière
Een van Camerons grootste prestatie tot nu toe was het winnen van de WDF Americas Cup, die geldt als tegenhanger van de WDF Europe Cup, in 2014.
In 2022 won hij de inaugurele editie van de World Seniors Darts Masters door Phil Taylor te verslaan in de finale.
Zijn debuut op het PDC World Darts Championship maakte Cameron tijdens de editie van 2023, waarbij hij Ritchie Edhouse in de eerste ronde na een ruime achterstand versloeg met 3-2. Opvallend is dat hij tijdens die wedstrijd gedurende enige tijd met een wesp op zijn rug speelde. In de derde ronde was Danny Noppert te sterk.
Cameron kwam op de World Cup of Darts 2024 uit voor zijn thuisland, samen met Matt Campbell. In de groepsfase won het duo van de spelers uit Maleisië, maar het tweetal uit Kroatië was daarin te sterk.

## Resultaten op wereldkampioenschappen

### BDO
- 2014: voorronde (verloren van Martin Adams met 1-3)
- 2015: voorronde (verloren van Michel van der Horst met 2-3)
- 2016: voorronde (verloren van Ted Hankey met 0-3)
- 2017: Laatste 32 (verloren van Danny Noppert met 1-3)
- 2018: voorronde (verloren van Michael Unterbuchner met 3-4)
- 2019: Laatste 16 (verloren van Kyle McKinstry met 3-4)

### WDF

#### World Championship
- 2022: Laatste 48 (verloren van Ian Jones met 1-2)

#### World Cup
- 2011: Laatste 64 (verloren van Geert De Vos met 1-4)
- 2013: Laatste 128 (verloren van Peter Machin met 1-4)
- 2019: Laatste 16 (verloren van Johan Engström met 3-4)

### PDC
- 2023: Laatste 64 (verloren van Danny Noppert met 1-3)
- 2024: Laatste 96 (verloren van Jamie Hughes met 1-3)

### WSDT (Senioren)
- 2023: Laatste 32 (verloren van Richie Howson met 2-3)
- 2024: Laatste 32 (verloren van Jim Long met 1-3)

## Resultaten op de World Matchplay

### WSDT (Senioren)
- 2023: Kwartfinale (verloren van Leonard Gates met 9-11)
- 2024: Kwartfinale (verloren van John Henderson met 6-8)